# Kaathoven
Kaathoven is een gehucht in de Nederlandse provincie Noord-Brabant, gelegen in de Meierij van 's-Hertogenbosch. Kaathoven behoort tot de gemeente 's-Hertogenbosch.

## Etymologie
De naam Kaathoven is waarschijnlijk afkomstig van de samenvoeging van Quaad en Hoven, wat wil zeggen dat de grond zeer slecht was om te boeren.

## Geschiedenis
Dit gebied is al lange tijd bewoond daar het gunstig was gelegen en relatief hoog lag.
Omstreeks 1195 na Christus vestigden zich een aantal kluizenaars in de naburige buurtschap Munnekens-Vinkel. Een aantal van hen sloten zich later aan bij de Wilhelmieten. Deze hadden in 's-Hertogenbosch een klooster, "Porta Coeli" of Baseldonk genaamd, dat zich in 1245 reeds tot de orde der Wilhelmieten hadden bekend. Een aantal monniken bleven in Vinkel. Zij zouden de Grote Wetering hebben gegraven, die toen de "Monniksgraeve" genoemd werd. In 1298 hadden de Vinkelse monniken een klooster: den huyse der broederen der ordine van Sinte Willem, gelegen ter plaetsen Hulsdonck in Vinckel. De monniken van Baseldonk hadden in de 14e eeuw nog bezittingen in Vinkel, die in de 17e eeuw nog als "Fratershoeven" werden aangeduid.
Tot en met 31 december 2014 was Kaathoven onderdeel van de gemeente Maasdonk. Op 1 januari 2015 ging de plaats op in de gemeente 's-Hertogenbosch.

## Kapel

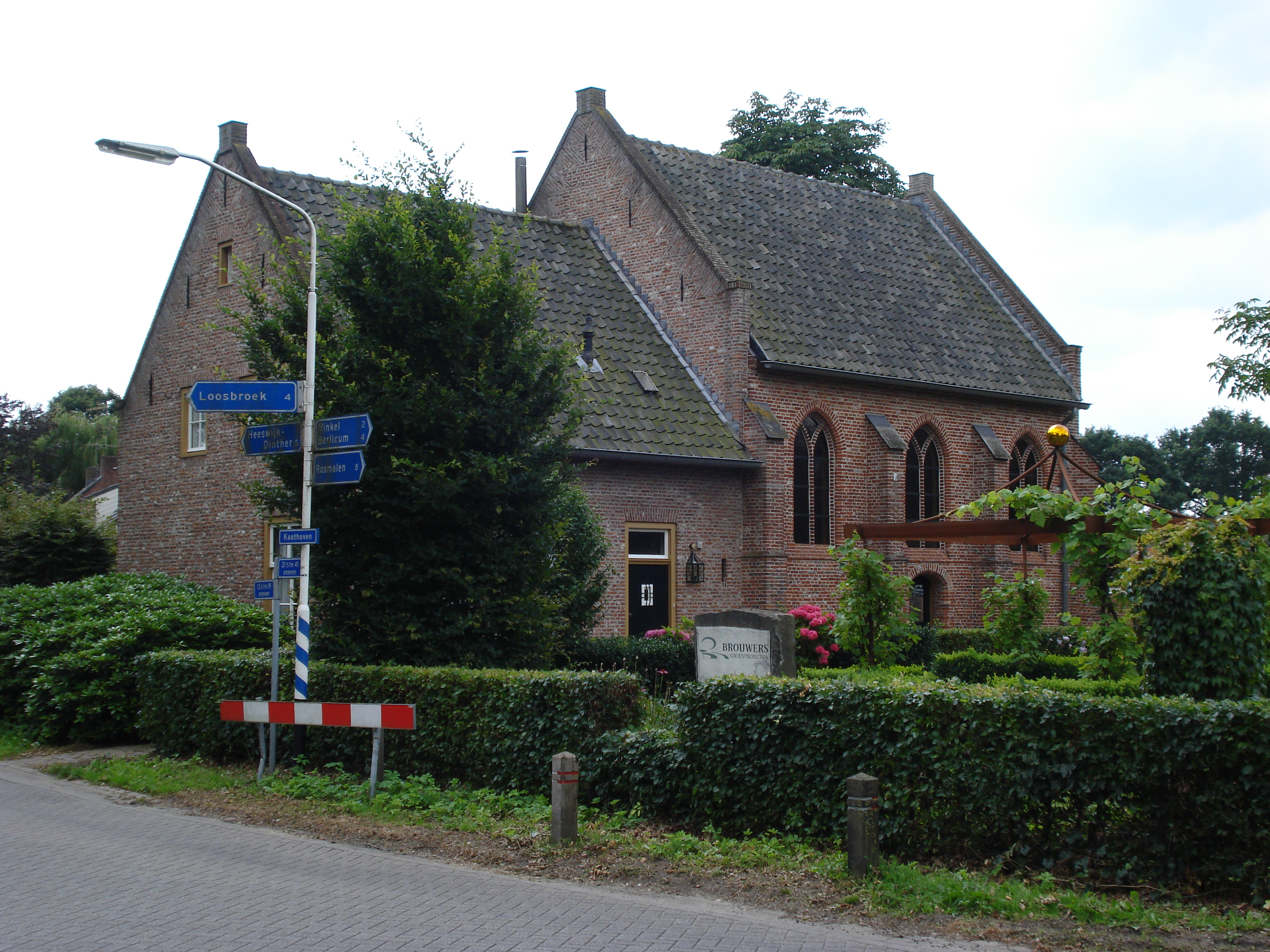
Sint Cunerakapel

Ook op Kaathoven bouwden zij een kapel die aanvankelijk aan Antonius Abt was gewijd. Rond 1500 kwam hier de Cuneraverering op, aangezien ze relieken bezat die vanuit Rhenen overgebracht waren. De kapel werd in 1629 genaast door de Hervormden. Deze hadden hier echter geen lidmaten zodat de kapel in 1674 werd gesloten. Het gebouw deed daarna onder meer dienst als lagere school, waartoe de kerkramen werden dichtgemetseld en nieuwe ramen werden aangebracht. Ook kwam er een schoolmeesterswoning in het gebouw. In 1800 werd het priesterkoor gesloopt.
In 1882 vertrok ook de school en werd het gebouw een woning met boerenbedrijf. Van 1979-1981 werd echter een restauratie uitgevoerd, waardoor de oorspronkelijke bestemming van het gebouw weer zichtbaar werd.

## Natuur en landschap
Ten westen van Kaathoven ligt het natuur- en recreatiegenbied Engelenstede en naar het zuiden toe vindt men de Heeswijkse Bossen. In het noorden ligt de Grote Wetering. Voorts liggen in de omgeving veel jonge heide-ontginningen.

## Nabijgelegen kernen
Vinkel, Berlicum, Loosbroek
Noord-Brabant: Steden en dorpen      Nederland: Provincies · Gemeenten